# Небесна блоха

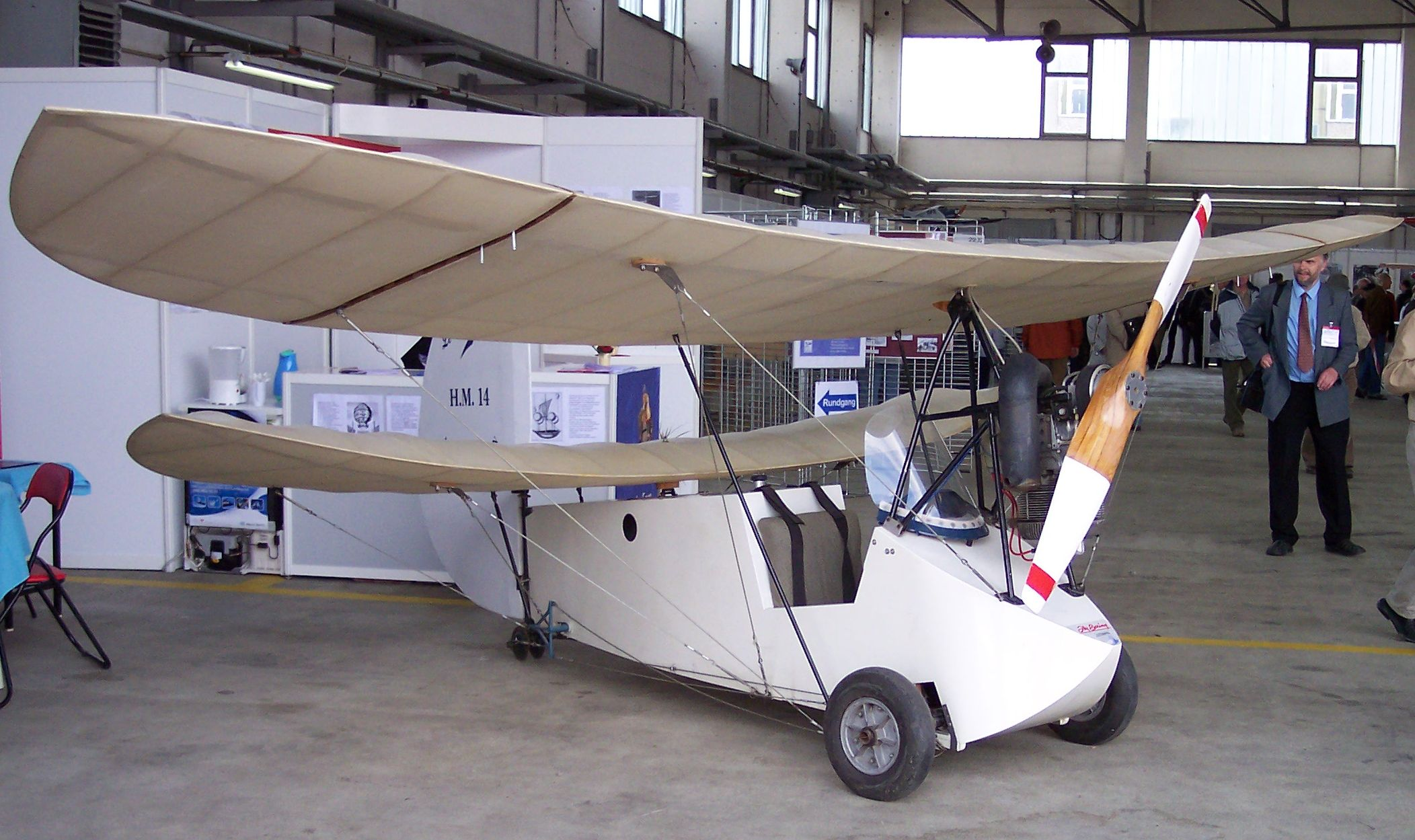
Точна копія HM 14.

Небесна Воша або Небесна Блоха (фр. le pou-du-ciel) — літак розроблений французьким авіабудівником Анрі Міньє (фр. Henri Mignet) в дусі простоти, безпеки та дешевизни. Анрі Міньє запропонував креслення літака всім охочим в книзі Спорт і повітря опублікованій в 1934 році.

## Історія

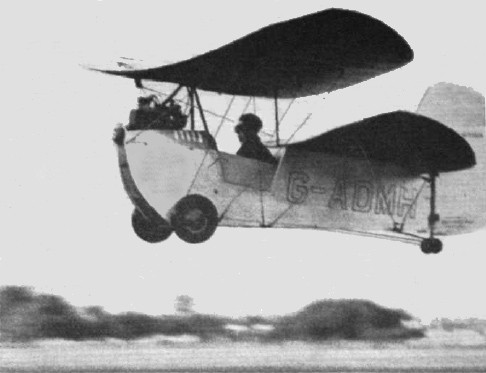
Небесна воша в 1935 році.

У 1932 році Міньє побудував HM-11 зі своїми неперевершеними крилами, вперше використаними для Небесної Воші, назва яку він дав для своєї моделі літака HM-14 у 1933 році.
Наприкінці 1934 р. Міньє виставляє свій літак у Парижі у Великому Палаці, в рамках 14-го Салону аеронавтики. Розміщений у куточку галереї, невеликий апарат, трохи відомий публіці за декількома газетними статтями, приваблює безліч зацікавлених, палких прихильників, які знаходять там єдиний літак у межах їх досяжності, мрія, доступна для їх гаманця та їх пристрасті; єдиний літак, що пропонується їм сконструювати самим.
Щоб задовольнити частину громадськості, через кілька днів після закінчення Салону в Орлі організована презентація нових, сучасних, легких та економічних літаків під егідою газети Крила, Міньє пробивається в натовпі, щоб підійти до свого літака, який він презентуватиме протягом години, цей політ — одкровення для публіки, яка тріумфально носитиме Міньє після його повернення на землю, і вітатиме його як чемпіона.
Справжнє популярне захоплення створюється навколо формули Небесної Воші. Анрі Міньє стверджує (з невеликим оптимізмом) про те, що кожен, хто може забити цвяхи в ящик для пакування, здатен побудувати літак, і насправді журнал Крила, наприкінці 1935 налічує близько 200 Небесних Вошей, які злетіли та здійснили коло навколо аеродрому. Міньє робить тур аеродромами й навіть повторює подвиг Блеріо перелетівши Ла-Манш. У Великобританії понад 80 Вошей побудовано за короткий час, як тільки було перекладено англійською перше видання книги Міньє. Однак традиційні виробники приватних літаків, набагато дорожчих та призначених для заможної еліти, не дуже схвально дивились на цей популярний рух, що зростав.
У Франції було зроблено різку зупинку після низки смертельних аварій, що сталися в 1935—1936 . Причина не одразу очевидна, і державна влада, з якою порозумілися класичні виробники, починає із заборони польотів Небесних Вошей, перш ніж наважитися перевірити Вошу в реальному розмірі в абсолютно новій аеродинамічній трубі Шале Медона. Виявляється, це проблема центрування — деякі виробники прагнули покращити обладнання свого пристрою, який із центруванням назад злітає легше, але стає непридатним у разі пікірування. За допомогою декількох модифікацій (розумне центрування та збільшення кута відхилення переднього крила (яке працює водночас і як руль висоти і як кермо тангажу) пристрій стає ідеально безпечним і (як Міньє його хвалив) дуже мало чутливим до звалювання.
Медійна і громадська сенсація навколо конструкції Анрі Міньє підживлюється суперечками та певним загостренням соціальної напруги в епоху уряду Народного Фронту, міністр авіації якого, П'єр Кот, усвідомлюючи вербування німецької молоді в планерні клуби, що субсидуються нацистським режимом (Курс німецького аса Адольфа Галланда), намагається просувати свою ідею «популярної авіації».
Свідок цього ентузіазму, пісня на славу Воші Неба (Ти маєш свою вошу?) стає модною: навіть якщо це не обов'язково шедевр ліричного мистецтва, важливо, що вона була одним із найвідоміших успіхів Гуппи, комічної співачки того часу, всюдисущої фігури популярних та спортивних зібрань, відомої спортивними виступами на зимовому велодромі в Парижі.
Рух, запущений Міньє, затихає під час воєнного часу, втрачає моду, але, однак, стає передвісником спортивного імпульсу, який виникне потім, коли легкі літальні апарати, такі як мотопараплан стануть популярними, що дозволить небагатим аматорам піднятись в повітря.
Саме з літаком такого типу, який називається Бубновий Туз, трохи модифікований (літак оснащений не важелем педального управління, а штурвалом), спортсменка Жаклін Клерк робить свої вистави.

## Формула Міньє
Анрі Міньє, щоб розробити свій літак, починає з трьох аеродинамічних принципів:
- Усунення штопору. «Класичний» літак має три осі управління: руль висоти впливає на кут нахилу, дрейф, що діє на рискання та елерони, що діють на крен. Коли літак близький до швидкості звалювання, рух елерона модифікує профіль крил, одне крило може звалитися, а інше ні. Результатом є що крило, яке більше не несе «падає», а інше крило набирає швидкість і починає витягувати літак, який може впасти в штопор. Усунення елеронів та особливе розташування крил роблять так, що літак більше не може попасти в штопор.

- Ефект щілини: щілини, які зазвичай використовуються в авіації на рівні закрилків або переднього краю крила підтримують понижений тиск на задній частині профілю, не дозволяючи повітряним потокам відриватися з передньої частини. Міньє вводить новинку, застосовуючи цей принцип з двома оригінальними крилами з невеликим подовженням. Переднє центрування (переднє крило має більшу підіймальну силу, ніж заднє крило) та ефект щілини між переднім крилом і заднім крилом, розміщеним нижче, запобігають повному звалюванню переднього крила. При великих кутах атаки, Воша змінює конфігурацію польоту і переходить у «парашутний» режим. Керування рисканням-креном здійснюється дрейфом, літак залишається повністю керованим.

- Живе крило: На класичному літаку руль висоти знаходиться далеко позаду. Дія на нього впливає на літак з деяким запізненням. Міньє здійснив третє нововведення, перемістивши це крило вперед. Вплив на переднє крило спричиняє швидку зміну підіймальної сили та кута атаки. Крім того, оскільки переднє крило рухається, під час проходів в атмосферній турбулентності, крило адаптується та поглинає їх.

Він використовував двигун Aubier et Dunne, з 540 куб. см, двотактний, двоциліндровий, з повітряним охолодженням, спеціально розробленим для літака Небесна Воша.